# Mazerolles (Alti Pirenei)
Mazerolles è un comune francese di 127 abitanti situato nel dipartimento degli Alti Pirenei nella regione dell'Occitania.

## Società

### Evoluzione demografica
Abitanti censiti